# Code voor alarmen en indicatoren
De Code voor alarmen en indicatoren (Code on Alerts and Indicators) is de SOLAS-standaard op het gebied van alarmering aan boord van schepen. Met resolutie A.1021(26) werd op 2 december 2009 bepaald dat de code op 1 juli 2014 van kracht zou worden. Daarmee verving deze de eerdere Code on Alarms and Indicators uit 1995. 